# Sociopsychanalyse
 (avril 2023).
La mise en forme du texte ne suit pas les recommandations de Wikipédia : il faut le « wikifier ».
Les points d'amélioration suivants sont les cas les plus fréquents. Le détail des points à revoir est peut-être précisé sur la page de discussion.
- Les titres sont pré-formatés par le logiciel. Ils ne sont ni en capitales, ni en gras.
- Le texte ne doit pas être écrit en capitales (les noms de famille non plus), ni en gras, ni en italique, ni en « petit »…
- Le gras n'est utilisé que pour surligner le titre de l'article dans l'introduction, une seule fois.
- L'italique est rarement utilisé : mots en langue étrangère, titres d'œuvres, noms de bateaux, etc.
- Les citations ne sont pas en italique mais en corps de texte normal. Elles sont entourées par des guillemets français : « et ».
- Les listes à puces sont à éviter, des paragraphes rédigés étant largement préférés. Les tableaux sont à réserver à la présentation de données structurées (résultats, etc.).
- Les appels de note de bas de page (petits chiffres en exposant, introduits par l'outil «  Source ») sont à placer entre la fin de phrase et le point final[comme ça].
- Les liens internes (vers d'autres articles de Wikipédia) sont à choisir avec parcimonie. Créez des liens vers des articles approfondissant le sujet. Les termes génériques sans rapport avec le sujet sont à éviter, ainsi que les répétitions de liens vers un même terme.
- Les liens externes sont à placer uniquement dans une section « Liens externes », à la fin de l'article. Ces liens sont à choisir avec parcimonie suivant les règles définies. Si un lien sert de source à l'article, son insertion dans le texte est à faire par les notes de bas de page.
- La présentation des références doit suivre les conventions bibliographiques. Il est recommandé d'utiliser les modèles {{Ouvrage}}, {{Chapitre}}, {{Article}}, {{Lien web}} et/ou {{Bibliographie}}. Le mode d'édition visuel peut mettre en forme automatiquement les références.
- Insérer une infobox (cadre d'informations à droite) n'est pas obligatoire pour parachever la mise en page.

Pour une aide détaillée, merci de consulter Aide:Wikification.
Si vous pensez que ces points ont été résolus, vous pouvez retirer ce bandeau et améliorer la mise en forme d'un autre article.
La sociopsychanalyse (SP) est une démarche d'analyse des sciences humaines et sociales et d'intervention qui emprunte à la fois à la psychologie et à la sociologie. Elle participe de "l'aventure psychosociologique" (Aubert, de Gaulejac, Navridis, 1997). Elle est fondée par Gérard Mendel, sociologue et psychanalyste, en 1967 (Mendel, 1967), à partir de son expérience personnelle (biographique et professionnelle) et collective opérant au sein d'institutions (au sens d'entreprises, d'associations) en liaison avec des activités de groupes.  Il y a le groupe Desgenettes d'abord, créé au début des années 1970 en France, puis le groupe ADRAP (Association De Recherche et d'Action Psychosociologique) dans le Sud de la France créé au début des années 1990, la Fondation Mendel en Argentine et le collectif DeSisyhe au Québec (Sur Mendel, cf. le site www.sociopsychanalyse.com et la notice qui est consacrée à Gérard Mendel dans Wikipédia).    
La sociopsychanalyse, anthropologie et clinique
La SP est donc à la fois une théorie (une anthropologie de l'acte) et une pratique d'intervention réalisée à partir de ce qu'elle appelle aujourd'hui, le Dispositif Institutionnel Mendel (DIM). Son objectif, depuis le début, a été d'essayer de comprendre et d'analyser les effets du "social" sur la psyché individuelle. L'une des questions posées est la suivante : comment l'histoire de nos sociétés agit sur la psychologie des individus ? Mendel a ainsi, par exemple, pu montrer dans "De Faust à Ubu : L'invention de l'individu" (1996) comment la psychologie du peuple allemand avait été préparée pour recevoir Hitler. Ce déterminisme (qui relativise notre liberté individuelle si chère à nos sociétés occidentales et le pouvoir de l'individu contemporain) donne pourtant toute sa place au sujet et à la créativité individuelle et collective (Mendel, 1999, Prades, 2019), but ultime de la méthode d'intervention et de la théorie. C'est pourquoi Mendel commence avec Marx et Freud (et Reich) pour  prolonger son travail en compagnie de Winnicott. Praticien plutôt orthodoxe bien que critique de la psychanalyse (Mendel, 1988), il s'est toujours tenu à distance des "chapelles" (qu'elles soient théoriques ou politiques). La sociopsychanalyse, courant de la psychosociologie, est donc une anthropologie et une clinique, une théorie aussi politique (cf. sur ce point plus particulièrement les ouvrages de Mendel publiés dans les années 1980 (en particulier, Mendel, 1983); et plus récemment (Prades, 2019b; Prades, 2020; 2023) et une pratique donnant une place très importante à la méthodologie au point d'offrir un panorama, diachronique et synchronique des méthodes et théories de l'intervention psychosociologique françaises (Mendel, Prades, 2002; Prades, 2014).
Construction de la démarche
Cette démarche est construite sur une double différenciation :
- D'avec le cadre de la psychanalyse qui exclut tout un pan de la réalité des sujets, la réalité sociale, au contact de laquelle la personnalité pourtant continue de se construire et de se former, comme en témoignent les modes d’être différents selon les cultures. Gérard Mendel qualifiera cette deuxième dimension de psychosociale. Il souligne en même temps que dimension psychofamiliale (qui relève de la psychanalyse) et dimension psychosociale (relations avec l'environnement, les autres...) existent en même temps chez tout un chacun, complémentaires et articulées, avec des effets réciproques et différents selon les moments et les contextes de la vie. D'une façon générale, le psychofamilial tend à recouvrir le psychosocial: dans le milieu du travail, par exemple, la relation avec le chef peut passer d'une relation professionnelle à une relation parentale.

- D'avec la démarche sociologique classique qui a été construite par Emile Durkheim, rupture avec les analyses subjectives de la psychologie. Empruntant à Kurt Lewin (intervention, dynamique de Groupe), à Marx et Weber  (pour la sociologie) et à Freud et Winnicott (pour la psychanalyse), la sociopsychanalyse va progressivement construire des concepts articulatoires entre sociologie et psychologie, le concept central étant "l'actepouvoir", le pouvoir sur nos actes et les effets de nos actes, y compris inconscients. Dans le "Dictionnaire des risques psychosociaux" (Seuil, 2014), Claire Rueff-Escoubès et Jean-Luc Prades proposent cinq entrées à la sociopsychanalyse: "acte de travail", "actepouvoir", "autorité", "groupe homogène","sociopsychanalyse"; mais d'autres concepts ont été créés: la "socialisation non-identificatoire" (Mendel, 2000), "psychofamilialisme et psychosocialité" (Mendel, 1992), ou, plus récemment "l'auto-autorité à distance" (Prades, 2020a), par exemples.

Pour simplifier, on pourrait dire que d'un point de vue théorique, l'anthropologie de l'acte permet à chacun de mieux comprendre comment "Construire le sens de sa vie" (Mendel, 2004) : nous sommes largement le produit d'un environnement que nous contribuons néanmoins à modifier ; d'un point de vue pratique, l'intervention sociopsychanalytique (via le DIM, Dispositif Institutionnel Mendel)) vise à permettre à tous les participants d'avoir davantage de pouvoir sur ce qu'ils font, accroissant parallèlement responsabilisation, motivation et plaisir au travail, puisque les interventions se situent le plus souvent sur des lieux de travail.
Le DIM s'appuie sur un certain nombre d'invariants : la constitution des groupes homogènes de métiers avant même la mise en œuvre de l'intervention; ces groupes vont se réunir (tous les mois, tous les trois mois...) pour se concerter sur leur acte de travail exclusivement; ces réunions feront chacune l'objet d'une communication écrite qui témoignera de ce que le groupe veut transmettre aux autres groupes, en particulier le groupe appelé "comité de pilotage" (seul groupe hétérogène comprenant des membres de la hiérarchie) qui devront répondre de manière argumentée. Ces communications écrites et le compte rendu du comité de pilotage seront diffusés auprès de tous les participants et affichés dans l'établissement sous la forme d'une tableau de synthèse. Notons que les participants aux groupes sont anonymes et fonctionnent (à partir du troisième ou quatrième cycle) sous  la forme du volontariat.    
Originalité: une approche psychosociale du pouvoir conceptualisée et expérimentée dans les institutions
Si la dimension psychofamiliale, objet de la psychanalyse, est pour l’essentiel dominée par les fantasmes, la dimension psychosociale se construit et se développe à partir des actes dont le pouvoir propre est celui de modifier la réalité : après, c'est-à-dire après un acte, ce n’est plus comme avant, et c’est irréversible. Le pouvoir de l’acte et le pouvoir sur l’acte, moteurs de la psychosocialité, conduiront Gérard Mendel vers la création d'un concept majeur de la sociopsychanalyse, l'actepouvoir, avec son corollaire, le mouvement d'appropriation de l'acte, mouvement anthropologique fondamental comme l’est celui des processus inconscients. La SP offre une définition psychosociale du pouvoir  concernant davantage ce que l’ont fait que le pouvoir sur les autres (tel qu'il est défini par exemple par Michel Crozier). 
Ainsi, l’outil de travail de la sociopsychanalyse n’est pas l’individu isolé mais le petit groupe  (groupe homogène de travail ou groupe de pairs) inscrit dans une structure sociale concrète ou institution d'où la proximité de la SP avec l'analyse institutionnelle (Lourau, 1970) bien qu'elle s'en sépare nettement par l'utilisation de groupes homogènes alors que la socianalyse de l'analyse institutionnelle s'appuie sur l'Assemblée générale. D'un côté, le groupe homogène, de l'autre la transversalité. D'un côté, la visée de l'élaboration collective et le développement de l'actepouvoir, de l'autre l'élucidation des contradictions et la mise au jour des "non dits" de l'institution. Ces deux courants continuent à fournir les matériaux nécessaires pour "revisiter" en permanence l'institution (Monceau, Prades, 2020b).  
La sociopsychanalyse est à mi-chemin entre sociologie et psychologie, depuis d'un côté la sociologie des organisations (Crozier, Friedberg, 1977), la sociologie de l'action de Touraine (1978), l'analyse institutionnelle (Lourau, 1970) ; et de l'autre:  l'intervention psychosociologique (Dubost 1987 ; Enriquez, 1992) , la psychodynamique du travail (Dejours, 2008) et la psychanalyse de groupe de Didier Anzieu (1972). Elle est présentée de cette façon dans plusieurs ouvrages (Mendel, Prades, 2002; Prades, 2014; 2018). Outre ces sept courants, il y en a d'autres, en France et ailleurs (Acevedo, Diaz, 2009) mais qui relèvent moins de critères susceptibles de les comparer. 
Au regard de la pratique d'intervention, l'originalité de la SP est l'utilisation de groupes homogènes et la communication indirecte. qui permettent de contourner le face à face hiérarchique (porteur de censure et d'auto-censure). Contrairement aux interventions de type recherche-action (par exemple, Dubost, 1987 ou Enriquez, 1992), la sociopsychanalyse possède donc un dispositif préalable à l'intervention; il n'y a pas co-construction du dispositif avec les acteurs même si un aménagement est toujours nécessaire en fonction de la nature de l'institution, le contexte ou la demande du commanditaire. Le rôle des intervenants se situent, par ailleurs, moins dans l'interprétation de la parole des acteurs (comme chez Christophe Dejours (2008), par exemple) que dans l'accompagnement à la concertation et à l'élaboration collective (pour une approche comparative, cf. Prades, 2014). Notons enfin que, depuis le milieu des années 80, l'intervention sociopsychanalytique concerne l'ensemble de l'institution ou de l'entreprise, c'est-à-dire tout le personnel (Bitan, Roman, Mendel, 1986; Monceau, Prades, 2020b).
S'appuyant sur une théorie élaborée (Mendel, 1992; Mendel, 1998; Prades, 2006; Prades, Rueff-Escoubès, 2018 et 2019), la SP développe depuis plus de 40 ans une pratique d'intervention menée par les quatre groupes de SP évoqués plus haut (le groupe AGASP, Paris, l'ADRAP, Nice, la Fondation Mendel, Buenos Aires, et le collectif De Sysiphe, Montréal). Des monographies sont insérées dans les livres publiés par Mendel et par ses collaborateurs et successeurs (Rueff-Escoubès, 2008; Parazelli, 2002; 2018; Prades, 2007; 2011; 2014; 2017; 2020a). L'expérience clinique est considérable : de l'école (Rueff-Escoubès, 1997) à la Maison de retraite (Prades (2007; 2014), en passant par les entreprises (Weizfeld, Roman, Mendel, 1993), les partis politiques (Mendel, Prades, Sada, 1997), l'université (Bonnafous, Dizanbourg, Mendel, Moreau, 1997), les associations sociales et médico-sociales (Prades, 2007; 2011; 2014; 2017; 2020a) : pratique institutionnelle (Prades, 2020b) mais aussi adaptée au milieu ouvert (Parazelli, 2002). Du début des années 1970 à aujourd'hui. Ainsi, théorie et pratique n'ont cessé de se conjuguer avec des apports réflexifs, y compris critiques (Prades, 2013), n'hésitant pas - au plan de l'intervention - à rendre compte des difficultés rencontrées sur le terrain (Prades, 2023 a, 2025 a, 2025 b), et ainsi capables de les faire évoluer toutes deux.
"Finalement, comme l'écrivent Claire Rueff-Escoubès et Jean-Luc Prades dans la notice qu'ils consacrent à la sociopsychanalyse dans "Le dictionnaire des risques psychosociaux"  (2014), l'ambition constante de la SP aura été de contribuer à changer le monde (visée macrosociale) en inventant une méthode (moyen  microsocial). Méthode indissociable de la théorie qui la sous-tend et qui articule les deux modes de fonctionnement psychique propre à l'être humain: le mode psycho-familial et le mode psychosocial. Méthode capable de donner la parole à ceux qui ne l'ont jamais pour aller vers une société moins inégalitaire, plus démocratique (Mendel, 2003; Rueff-Escoubès, 1997; Prades, 2020a), pour éviter qu'on ne se rende trop facilement disponible à l'indifférence (Prades, 2021). Sur le plan théorique, anthropologique ou macrosocial, la SP continue à analyser la régression psychosociale en cours, y compris au niveau planétaire (Prades, 2023 b).  
Après la disparition de Gérard Mendel (2004), les groupes signalés plus avant  diffusent et poursuivent son œuvre, tant au plan pratique (à partir d'interventions toujours à l'ordre du jour (Prades, Escanes, 2017; Prades, Rueff-Escoubès, 2018; Prades, 2020a)) que théorique (Prades, 2023c).
Bibliographie
Repères sociopsychanalytiques
- Mendel, G.,« La révolte contre le père. Une introduction à la sociopsychanalyse.», Payot, Paris, 1967
- Mendel G., Revue Sociopsychanalyse, n° 8,  "Pratiques d'un pouvoir plus collectif aujourd'hui.», Payot, 1980
- Mendel G., "54 millions d'individus sans appartenance", Robert Laffont, Paris, 1983
- Mendel G., " La psychanalyse revisitée", La Découverte, Paris, 1988
- Mendel G., " La société n'est pas une famille", La Découverte, Paris, 1992
- Mendel G., "De Faust à Ubu. L'invention de l'individu", Editions de l'Aube, 1996
- Mendel G., " L'acte est une aventure", La Découverte, Paris, 1998
- Mendel G., " Le vouloir de création", Editions de l'Aube, 1999
- Mendel G.,  "Trois textes sociopsychanalytiques", Editions Impatience Démocratique, Arles, 2000
- Mendel G., " Une histoire de l'autorité" , La Découverte, Paris, 2002
- Mendel G., "Pourquoi la démocratie est en panne", La Découverte,Paris, 2003
- Mendel G., " Construire le sens de sa vie", La Découverte, Paris, 2004
- Mendel G., Prades J-L., Sada D., " La mouvance des communistes critiques. Enquête sur le désarroi militant", L'Harmattan, Paris, 1997
- Mendel G., Prades J-L., " Les méthodes de l'intervention psychosociologique, La Découverte, Coll. ""Repères", Paris, 2002
- Mendel G. (avec Bonnafous S., Dizambourg, Moreau J-F.), "Le changement dans l'université", PUG, Grenoble, 1997
- Acevedo M-J, Diaz C.R., "Teorias et tecnicas en psicosociologia clinica. 20 mirades institucionales", Université de San Luis, Argentina, 2009
- Rueff-Escoubès C., « La sociopsychanalyse de Gérard Mendel. Autorité, pouvoirs et démocratie dans le travail », Editions La Découverte, Paris, 2008
- Rueff-Escoubès C., "La démocratie dans l'école", La Découverte, Paris, 1997
- Rueff-Escoubes C., Prades J-L., Notice "Sociopsychanalyse" dans le Dictionnaire de sociologie clinique, Erès, Toulouse, 2019
- Parazelli, M., "La rue attractive", Presses Universitaires du Québec, Montréal, 2002
- Parazelli M., Ruelland I, "Autorité et gestion de l'intervention sociale", Editions IES/ Presses de l'Université du Québec, 2017
- Prades J-L., "Sociopsychanalyse: pratique et théorie de l'actepouvoir. Hommage à Gérard Mendel", Nouvelle Revue de Psychosociologie, Erès, Toulouse,  n° 1, 2006
- Prades J-L., (sous la direction), "Intervention participative et travail social. Un dispositif pour le changement", Editions L'Harmattan, Coll. "Savoir et formation", Paris, 2007
- Prades J-L., « Sociopsychanalyse et participation sociale. Études méthodologiques comparées », Éditions L'Harmattan, Coll. "Savoir et formation", Paris, 2011
- Prades J-L., "Actes manqués en sociopsychanalyse. Etude longitudinale et transversale", Connexions, Erès, Toulouse, 2013
- Prades J-L., " Figures de la psychosociologie. De la critique de Taylor à l'actepouvoir de Gérard Mendel", L'Harmattan, Coll. "Savoir et formation", Paris, 2014
- Prades J-L., "Figuras de la psicosociologia (Traduction en espagnol par M-J. Acevedo)), Lugar Editorial, Buenos Aires, 2018
- Prades J-L., " Du pouvoir sur nos actes", L'Harmattan, Coll. "Savoir et formation", Paris, 2017
- Prades J-L, Escanes J-D., "L'intervention sociopsychanalytique en mouvement", Nouvelle Revue de Psychosociologie, n° 23, Erès, Toulouse,  2017
- Prades J-L, Rueff-Escoubes C., (sous la direction) "Introduction à Gérard Mendel. Sociopsychanalyse, une anthropologie et une clinique", L'Harmattan, Coll. "Savoir et formation", Paris, 2018
- Prades J-L., "Auto-autorité et vouloir de création", Nouvelle Revue de Psychosociologie, n° 27, Erès, Toulouse, 2019a
- Prades J-L., "Démocratie, néo-management et intervention", Connexions, n° 111, Erès, Toulouse, 2019b
- Prades J-L., "La démocratie sclérosée. Matériaux sociopsychanalytique pour son renouvellement", L'Harmattan, coll. "Savoir et formation", Paris, 2020a
- Prades J-L, (sous la direction, avec Gilles Monceau), "L'institution revisitée", Nouvelle Revue de Psychosociologie, N° 30, Erès, Toulouse, 2020b
- Prades J-L, "Ne pas se rendre disponible à l'indifférence. Variations sur la soumission, l'auto-autorité à distance et l'actepouvoir", Revue "Connexions", n° 115, Erès, Toulouse, 2021
- Prades J-L., "La logique de l'intervention au risque de la demande des acteurs", Les Cahiers de l'Actif, n° 564-567, 2023a
- Prades J-L. "L'humanité diminuée par mauvais temps de la Covid-19", Revue Psychanalyse et Management, n°14, 2023b
- Prades J-L. "Variations sur les formes de servitude", Editions l'Harmattan, Coll. "Savoir et formation", Paris, 2023c
- Prades J-L. "Heurs et malheurs de l'intervention sociopsychanalytique au risque des faux-pas de l'intervenant", Toulouse, revue Connexions, n° 122, 2025 a
- Prades J-L. "Un mariage et un enterrement. Deux interventions sociopsychanalytiques au risque de la déterrioration de l'organisation du travail", Nouvelle Revue de Psychosociologie, n° 39, 2025 b
- Weizfeld M., Roman P., Mendel G., "Vers l'entreprise démocratique", La Découverte, Paris, 1993

Autres références bibliographiques
Ouvrages de base des différents courants français de l'intervention psychosociologique et sociale
- Anzieu D., "L'inconscient et le groupe", Dunod,  Paris, 1972 (pour la psychanalyse de groupe)

- Crozier M., Friedberg E., "L'acteur et le système'", Le Seuil, Paris, 1977 (pour l'analyse stratégique)
- Friedberg E. "L'analyse sociologique des organisations", revue "Pour", n° 28, 1988 (pour l'analyse stratégique)
- De Gaulejac V., "La névrose de classe", Hommes et groupes, Paris, 1987 (pour la sociologie clinique)

- Dejours C. "Travail, usure mentale", Bayard, Paris, 2008 (pour la psychodynamique du travail)
- Dubet F. "La galère: jeunes en survie", Fayard, Paris, 1987 (pour l'intervention sociologique)
- Dubost J. "L'intervention psychosociologique", PUF, Paris, 1987 (pour la psychosociologie)
- Enriquez E. "L'organisation en analyse", PUF, Paris, 1992 (pour la sociologie clinique d'inspiration psychanalytique)
- Levy A., "Sciences cliniques, organisations sociales", PUF, Paris, 1997 (pour la psychosociologie)
- Lhuilier D., "Cliniques du travail", Erès, Toulouse, 2006 (pour la clinique de l'activité)
- Lourau R., "L'analyse institutionnelle", Editions de Minuit, Paris, 1970 (pour la socianalyse, analyse institutionnelle)
- Mendel G. "La société n'est pas une famille", La Découverte, Paris, 1992 (pour la sociopsychanalyse)
- Pagès M. et all., "L'emprise de l'organisation", PUF, Paris, 1979 (pour la psychosociologie)
- Pagès M., "La vie affective des groupes", Dunod, Paris, 1984 (pour la psychosociologie)
- Prades J-L., "Du pouvoir sur nos actes", L'Harmattan, Paris, 2017 (pour la sociopsychanalyse)
- Touraine A. "La voix et le regard", Seuil, Paris, 1978 (pour l'intervention sociologique)
- Cousin O., Rui S., "L'intervention sociologique. Histoire(s) et actualités d'une méthode", Presses Universitaires de Rennes, 2010 (pour l'intervention sociologique)

Autres ouvrages d'ensemble
- .Aubert N., de Gaulejac V., Navridis K., "L'aventure psychosociologique", Desclée de Brouwer, Paris, 1997

- Legrand M., "Psychanalyse,science, société", Editions Mardaga, Paris, 1983

- Barus-Michel J., Enriquez E., Levy A., "Vocabulaire de la psychosociologie", Erès, Toulouse, 2002

- Mendel G., Prades J-L., "Les méthodes de l'intervention psychosociologique", La Découverte/Repères, 2002

- Monceau G., Prades J-L., (sous la direction), "L'institution revisitée", Nouvelle Revue de Psychosociologie, n° 30, 2020

- Zawieja P., Guarnieri F. (sous la direction), "Dictionnaire des risques psychosociaux", Editions du Seuil, Paris, 2014

- Prades J-L., "Figures de la psychosociologie. De la critique de Taylor à l'actepouvoir de Gérard Mendel", L'Harmattan, Paris, 2014

- Arnaud G., Fugier P., Vidaillet B., "Psychanalyse des organisations", Erès, Toulouse, 2018

___________________